# لس استابس
لس استابس (: Les Stubbs; ۱۸ دسامبر ۱۹۲۹ – ۱ فوریهٔ ۲۰۱۱) یک بازیکن فوتبال بوده‌است.
وی سابقه بازی در تیم‌های باشگاه فوتبال گریت واکرینگ راورز، باشگاه فوتبال ساوتند یونایتد، باشگاه فوتبال چلسی و باشگاه فوتبال بدفورد تاون را دارد.
لس استابس فوتبال حرفه‌ای را با چلسی به آرامی آغاز کرد و ستوبس در فصل اول خود تنها ۵ بازی انجام داد.